# Amelberge de Susteren
Sainte Amelberga de Susteren est une moniale belge, abbesse bénédictine de l'abbaye de Susteren aux Pays-Bas, au IXe siècle. Elle meurt vers 900. Sa dépouille est conservée dans l'ancienne église abbatiale de  Susteren, qui lui est dédiée au XIXe siècle. Sa fête est célébrée le 21 novembre.
Selon la tradition, elle aurait élevé les trois filles du roi Zwentibold de Lotharingie (Benedicta, Caecilia et Relindis) dans la collégiale de Susteren. On suppose généralement qu'elle fut la première abbesse de ce monastère, qui s'inscrivait dans la continuité du monastère bénédictin fondé par Pépin de Herstal et son épouse Plectrude.

## Vénération
La première mention de la vénération d'Amelberge remonte à 1147. Cette année-là, une coupe à boire d'Amelberge figurait dans l'inventaire des reliques du monastère. En 1383, un autel dédié à Amelberge se trouvait dans la collégiale. Les inventaires des reliques des 6 et 13 novembre 1668 mentionnent, outre la coupe, une partie de son crâne, enveloppée de soie colorée. Un inventaire du XVIIIe siècle mentionne également un grand gobelet en argent à coupe dorée, dans lequel les personnes souffrant de maux de gorge pouvaient boire de la bière. Au premier quart du XVIe siècle, le sculpteur Jan van Steffeswert réalisa un buste reliquaire pour la sainte, et en 1890, l'artiste Arnold Engelbrecht construisit une nouvelle châsse pour la sainte.
À l'arrivée des Français en 1794, les chanoinesses brûlèrent une grande partie des archives et dissimulèrent une partie des reliques. En 1885, un nouveau recensement des reliques présentes fut effectué. De nombreuses reliques, dont celles d'Amelberge elle-même, furent déclarées authentiques et, un an plus tard, elles furent élevées (placées sur l'autel) lors d'une messe solennelle dans l'ancienne collégiale, rebaptisée depuis Amelbergakerk ou église d'Amelberge. Depuis le 6 septembre 2007, cette église est autorisée à s'appeler Sint-Amelbergabasiliek ou basilique de Sainte-Amelberge (nl). En 1888, la tradition du pèlerinage au sanctuaire fut relancée. Les fidèles qui se rendaient à Susteren entre le 8 et le 22 juillet et y voyaient les reliques bénéficiaient d'une indulgence plénière du pape. Dès 1447, il était fait mention d'un pèlerinage régulier au sanctuaire de Susteren, grâce à une indulgence accordée par le pape Nicolas II. Le pèlerinage au sanctuaire a lieu tous les sept ans, le prochain étant prévu pour 2028. La fête d'Amelberge est célébrée le 27 novembre.

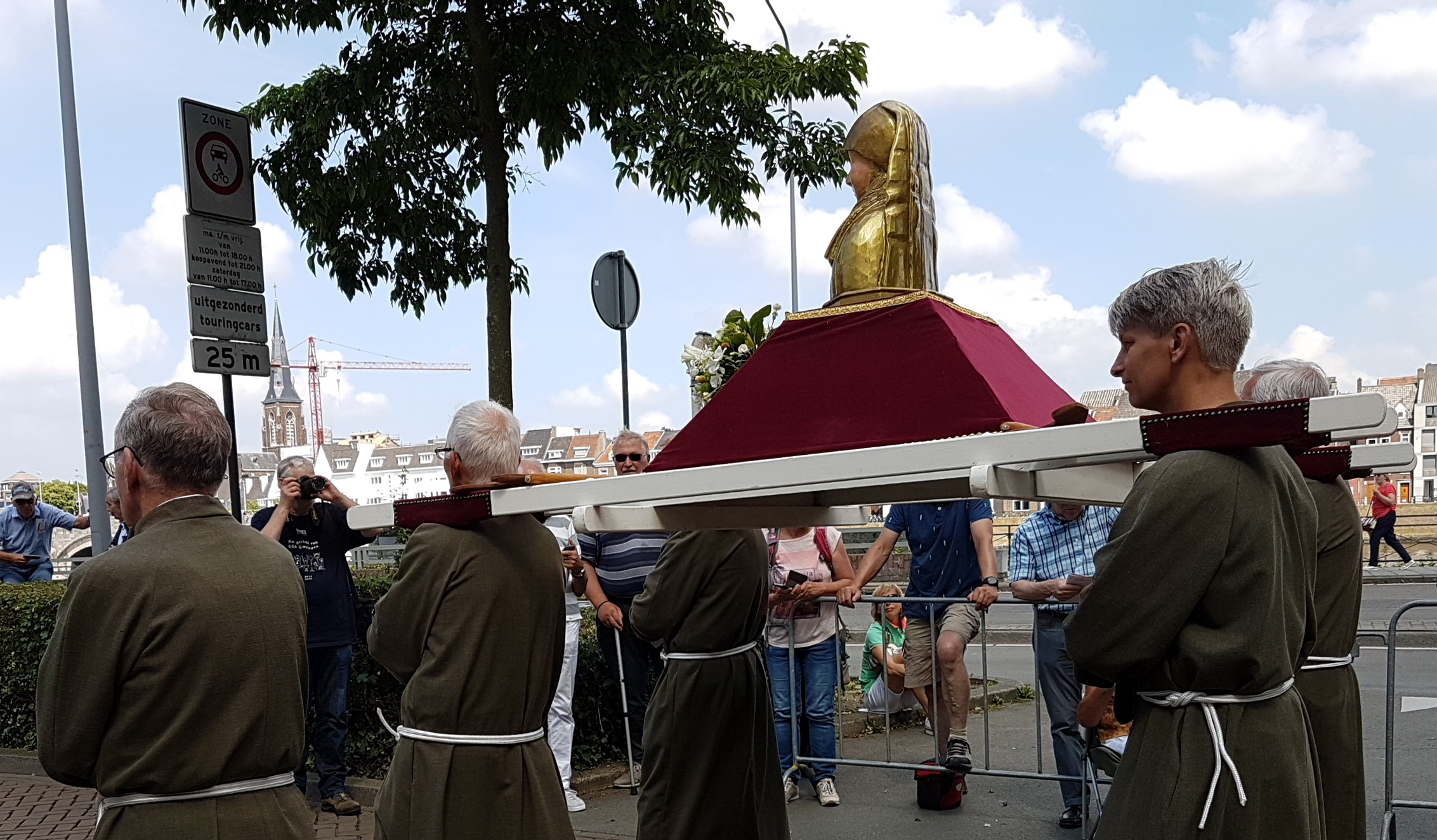
Buste reliquaire de Sainte-Amelberge pendant de la procession du sanctuaire de Maastricht en 2018.
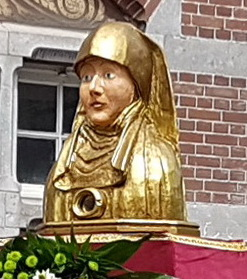
Buste reliquaire de Sainte-Amelberge.

Sainte Amelberga de Susteren ne doit pas être confondue avec deux autres saintes du même nom. L'une est Amalberge de Maubeuge, décédée vers 690. Sa fête est le 10 juillet. L'autre est la vierge Amalberge de Tamise ou de Munsterbilzen en Flandre, décédée vers 770. Cette sainte est également célébrée le 10 juillet.

## Crédits
- (en) Cet article est partiellement ou en totalité issu de l’article de Wikipédia en anglais intitulé « Amelberga of Susteren » (voir la liste des auteurs).